# Focke-Wulf Fw 191

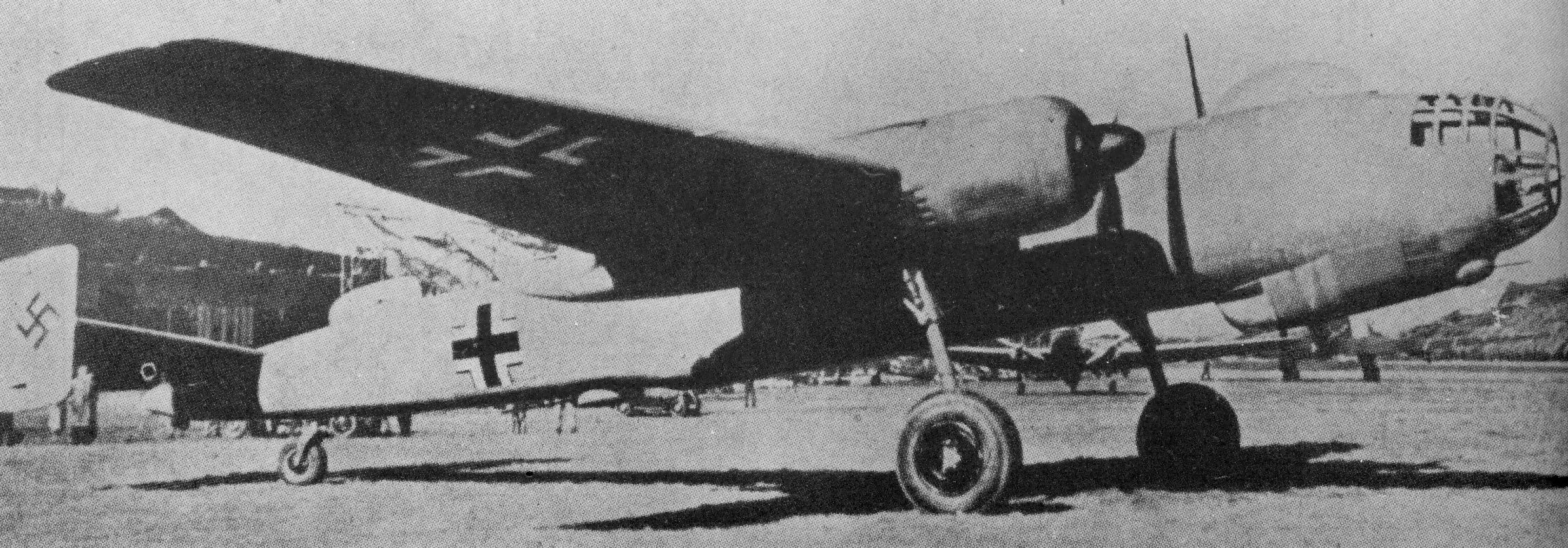
Focke-Wulf Fw 191 A, vista anteriore destra.

Il Focke-Wulf Fw 191 era un bimotore ad ala alta ed impennaggio bideriva, progettato in Germania dalla Focke-Wulf Flugzeugbau AG per ricoprire il ruolo di bombardiere. Questo modello, rimasto alla fase di prototipo, è stato costruito in soli 3 esemplari (Fw 191 V1, V2 e V6) prima di essere definitivamente accantonato alla fine del 1943.

## Storia del progetto
Nel luglio 1939 il Reichsluftfahrtministerium emanò un bando per la realizzazione di un velivolo, denominandolo "Bombardiere B", che rispondesse ad alcune specifiche. La velocità massima doveva essere di circa 670 km/h ottenuta grazie ad un supermotore realizzato dall'accoppiamento di due o più motori già in produzione, la fusoliera doveva essere pressurizzata per raggiungere un'alta quota di tangenza, l'equipaggio doveva essere formato da almeno 3 membri, doveva essere dotato di armamento pesante e di un carrello d'atterraggio retrattile. Il carico bellico doveva essere di 4 000 kg di bombe. Questo doveva consentire di realizzare un bombardiere medio dalle caratteristiche più moderne che potesse sostituire quelli già in linea nella Luftwaffe ed operanti dall'inizio della seconda guerra mondiale. Gli Heinkel He 111, Dornier Do 17 e Junkers Ju 88 cominciavano infatti a risentire della loro anzianità ed impostazione progettuale.
Al bando parteciparono la Arado Flugzeugwerke GmbH, la Dornier-Werke GmbH, la Focke-Wulf Flugzeugbau AG, la Henschel Flugzeugwerke AG e la Junkers GmbH.
La Focke-Wulf presentò l'Fw 191, un bimotore ad ala alta dotato di una filante fusoliera che terminava in una coda ad impennaggio bideriva. La parte anteriore era caratterizzata da un muso completamente vetrato, pressurizzato per consentire il raggiungimento un'alta quota di tangenza, e che alloggiava l'intero equipaggio com'era prassi nei velivoli della Luftwaffe. L'accesso veniva effettuato da un portello situato sotto il muso stesso e raggiungibile dall'equipaggio tramite una scaletta. Nella fusoliera era inoltre ricavato un vano bombe chiuso che consentiva di trasportare il carico bellico in modo da non penalizzare la penetrazione aerodinamica a vantaggio della velocità massima e dell'autonomia. Successivamente fu prevista la possibilità di aumentare il carico con dei piloni sottoalari posti tra le gondole motore e la fusoliera e potevano essere utilizzati per trasportare carichi addizionali di bombe o siluri. I serbatoi di carburante erano cinque posizionati nella fusoliera dietro al vano bombe e due posizionati nelle semiali che congiungevano la fusoliera e le due lunghe gondole motore. Il carrello d'atterraggio triciclo presentava una configurazione classica con i due carrelli anteriori retrattili ed un ruotino posteriore fisso posizionato sotto la coda. L'armamento difensivo era affidato a una serie di cannoncini MG 151/20 da 20 mm e mitragliatrici MG 81 da 7,92 mm ed MG 131 da 13 mm.
In fase progettuale la propulsione era affidata a due Junkers Jumo 222 da 2.200 CV (1.641 kW) ma il primo prototipo, denominato Fw 191 V1, a causa dei problemi di disponibilità iniziale legati a problemi di messa a punto venne dotato di due affidabili ma sottopotenziati motori radiali BMW 801MA da 1.600 CV (1.177 kW). In questa configurazione iniziò le prove di volo confermando peraltro una grave deficienza di potenza. Le caratteristiche previste dal progetto avrebbero dovuto consentire all'Fw 191 di raggiungere facilmente l'Inghilterra dalle basi situate in Francia e Norvegia. Il progetto, oltre ai problemi mai risolti legati allo sviluppo degli Jumo 222, continuò ad avere problemi anche nel sistema degli attuatori elettrici utilizzati per comandare timone e superfici alari.

## Versioni
- Fw 191 V1 - primo prototipo.
- Fw 191 V2
- Fw 191 V6

### Velivoli comparabili
Germania
- Dornier Do 317
- Junkers Ju 288